# Ronald Araújo
Ronald Federico Araújo da Silva (Rivera, 7 maart 1999) is een Uruguayaans voetballer die doorgaans als centrale verdediger speelt voor FC Barcelona. Hij stroomde door vanuit de jeugdopleiding van FC Barcelona. Araújo maakte in 2020 zijn debuut in het Uruguayaans voetbalelftal.

## Loopbaan

### Uruguay
Araújo speelde in de jeugd bij de plaatselijke club in zijn dorp Huracán de Rivera, maar vertrok in 2016 naar Rentistas waar hij zijn debuut maakte op 24 september 2016 tegen Tacuarembó FC dat met 1-0 gewonnen werd. Op 17 juni 2017 scoorde hij een hattrick, door middel van een kopbal, een strafschop en een rebound na een strafschop. Hij speelde veertien wedstrijden voor Rentistas en scoorde zes keer. In 2017 trok hij naar Boston River, waar hij op 18 september 2017 tegen El Tanque Sisley zijn debuut maakte. Hij speelde 31 wedstrijden voor Boston River, maar trok al gauw de aandacht van Europese clubs.

### FC Barcelona
FC Barcelona had Araújo al snel in het oog en trok de centrumverdediger voor vijf jaar aan. De transfersom lag rond de €1.7 miljoen, wat kon oplopen tot €3.5 miljoen. Araújo ging in principe spelen voor het B-team van de club, maar op 6 oktober 2019 maakt hij zijn officiële debuut voor FC Barcelona tegen Sevilla. Hij viel na 73 minuten in voor Jean-Clair Todibo. Na 86 minuten kreeg hij rood nadat hij de doorgebroken Javier Hernández foutief afstopte.
In het seizoen 2020/21 gaf de club hem nummer 4 en behoorde hij tot de eerste elftal. Hij speelde dat seizoen geregeld in de basiself van Barcelona. Op 19 december 2020 scoorde hij zijn eerste doelpunt voor de club in een 2-2 gelijkspel tegen Valencia. Hij viel op 17 april 2021 vier minuten in tijdens de finale van de beker, die Barcelona met 4-0 won van Athletic Bilbao. 
Op 26 april 2022 tekende Araujo een contract, dat hem tot medio 2026 met de club verbindt. De afkoopclausule bedraagt 1 miljard euro. Dat seizoen won Araujo met FC Barcelona voor de eerste keer het landskampioenschap van Spanje. Hij miste delen van dat seizoen door blessureleed en speelde in 22 van de 38 competitiewedstrijden.  
Op 23 januari 2025, na maandenlange transfergeruchten, tekende Araujo een nieuw contract dat hem aan de club verbond tot medio 2031.

## Clubstatistieken
| Seizoen | Club           | Competitie         | Competitie | Competitie | Beker | Beker | Internationaal | Internationaal | Overig | Overig | Totaal | Totaal |
| Seizoen | Club           | Competitie         | Wed.       | Dlp.       | Wed.  | Dlp.  | Wed.           | Dlp.           | Wed.   | Dlp.   | Wed.   | Dlp.   |
| ------- | -------------- | ------------------ | ---------- | ---------- | ----- | ----- | -------------- | -------------- | ------ | ------ | ------ | ------ |
| 2017    | Rentistas      | Segunda Division   | 14         | 6          | 0     | 0     | -              | -              | 0      | 0      | 14     | 6      |
| 2017    | Boston River   | Primera Division   | 9          | 0          | 0     | 0     | -              | -              | 0      | 0      | 9      | 0      |
| 2018    | Boston River   | Primera Division   | 17         | 0          | 4     | 0     | -              | -              | 1      | 0      | 22     | 0      |
| 2018/19 | FC Barcelona B | Segunda División B | 22         | 3          | —     | —     | —              | —              | —      | —      | 22     | 3      |
| 2019/20 | FC Barcelona B | Segunda División B | 20         | 3          | —     | —     | —              | —              | 2      | 0      | 22     | 3      |
| 2019/20 | FC Barcelona   | Primera División   | 6          | 0          | 0     | 0     | 0              | 0              | 0      | 0      | 6      | 0      |
| 2020/21 | FC Barcelona   | Primera División   | 24         | 2          | 4     | 0     | 3              | 0              | 2      | 0      | 33     | 2      |
| 2021/22 | FC Barcelona   | Primera División   | 30         | 4          | 2     | 0     | 10             | 0              | 1      | 0      | 43     | 4      |
| 2022/23 | FC Barcelona   | Primera División   | 22         | 0          | 4     | 1     | 3              | 0              | 2      | 0      | 31     | 1      |
| 2023/24 | FC Barcelona   | Primera División   | 17         | 1          | 2     | 0     | 4              | 0              | 2      | 0      | 25     | 1      |
| TOTAAL  | TOTAAL         | TOTAAL             | 181        | 19         | 16    | 1     | 20             | 0              | 10     | 0      | 227    | 20     |

## Interlandcarrière
Araújo maakte op 13 oktober 2020 zijn debuut in het Uruguayaans nationaal elftal. In de wedstrijd tegen Ecuador startte de verdediger in de basis.

## Erelijst
| Copa del Rey        | 2x | 2020/21, 2024/25 |
| Supercopa de España | 2x | 2022/23, 2024/25 |
| Primera División    | 1x | 2022/23          |